# Centralia (Missouri)
Centralia è un comune degli Stati Uniti d'America, situato nello Stato del Missouri, diviso tra la contea di Audrain e la contea di Boone.